# Tvillingboklus
Tvillingboklus (Liposcelis pearmani) är en insektsart som beskrevs av Charles Lienhard 1990. Tvillingboklus ingår i släktet Liposcelis och familjen boklöss. Arten är reproducerande i Sverige. Inga underarter finns listade i Catalogue of Life.